# 长冈地震
1961年长冈地震是指1961年2月2日凌晨发生于日本新潟县中越地方的地震。该次地震震中位于长冈市附近（北纬37度26.9分，东经138度50.1分），震级为Mj 5.2，震源深度约0千米，最大震度为4。
该次地震被认为是一次典型的局部破坏性地震。2004年新潟县中越地震即发生于该次地震震中附近。

## 发生背景
根据地震调查研究推进本部的总结，震害波及到新潟县的地震，主要为发生在陆地上的震源深度较浅的地震以及发生在日本海东缘的地震。尤其是从历史资料来看，造成的震害的陆地浅源地震相较更多。随着明治时代观测体系的完善，从明治时代开始新潟县中部至西部地区报告了大量震级为5~6程度的地震造成的局部性灾害。
例如，在此次地震发生之前，1887年（M5.7）、1927年（M5.1）、1933年（M6.2）均发生了5级以上的造成局部灾害的地震。而在此次地震发生之后，除1995年发生的造成了人员受伤和房屋损毁的5.6级地震以外，2004年发生的新潟县中越地震和2007年发生的新潟县中越冲地震震级均达到了6.8级，更是造成了数十人死亡、新干线脱轨、道路崩塌、柏崎刈羽核电站变压器火灾等更为严重的震害。

## 烈度分布
下表的震度均为日本气象厅震度等级。数据来源于日本气象厅震度数据库。
| 震度 | 都道府县 | 市区町村            |
| ---- | -------- | ------------------- |
| 4    | 新潟县   | 长冈市              |
| 2    | 新潟县   | 上越市 新潟市中央区 |
| 1    | 宫城县   | 石卷市              |
| 1    | 石川县   | 轮岛市              |

上表数据均为仪器观测到的烈度数据。然而，根据新潟地方气象台长冈气象通报所的现场调查，可推定出震中附近有直径长约3至4千米的震度达到6的极震区。
关于为何震中距较大的轮岛（184千米）和石卷（242千米）观测到震度1，中川等人认为是由于异常震域造成的。若除去这两个观测点，可推算出有感半径约为130千米。

## 受灾情况
虽然该次地震的震级不大，但仍对震中附近造成了相对严重的影响。共有5人因此次地震遇难，另有30人受伤。房屋完全毁坏的有220户，而半毁和一部分毁坏的分别有456户和804户。位于极震区的部分地方房屋全毁率达到了60%。此外，震中地区还出现了井水水位变化和喷泥等现象。
震害主要集中于新潟县长冈市。当时长冈市正处于雪季，已有约2米高的积雪，因此出现了即使房屋的2楼毁坏，1楼也被雪壁支撑着，所以整个房屋都没有倒塌的特殊震害情况。而在积雪融化之后，这些受损的房屋1楼部分失去了雪壁的支撑，才导致整个房屋倒塌。因此，新潟大学的矢田俊文认为，该次地震可被认为是一次与暴雪的复合灾害。
不过当地并无因雪崩而导致受灾的情报。

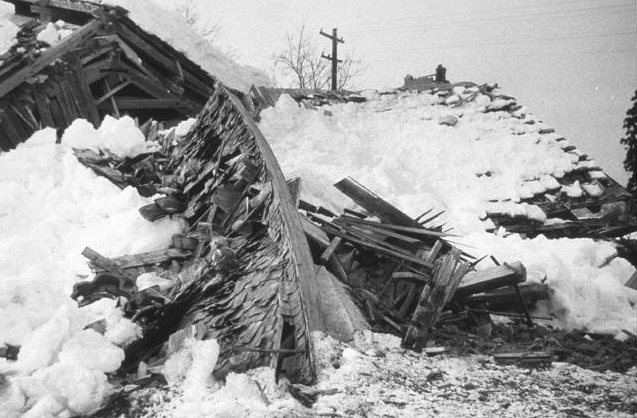
倒塌的王寺川农协仓库

## 余震
在主震发生后，当地共发生了至少83次有感余震。其中，主震发生当日（2月2日）共发生40次有感余震。5月30日发生的余震被认为是最大的余震，但具体震级不明。
| 日期 | 2月2日 | 3日 | 4日 | 5日 | 6日 | 7日 | 8日 | 9日 | 12日 | 3月6日 | 7日 | 19日 | 5月30日 |
| 次数 | 40     | 10  | 5   | 3   | 2   | 6   | 2   | 7   | 1    | 3      | 2   | 1    | 1       |